# اوشی-له-مین
اوشی-له-مین (به فرانسوی: Auchy-les-Mines) یک کمون در فرانسه است که در پا-دو-کاله واقع شده‌است. اوشی-له-مین ۵٫۱ کیلومتر مربع مساحت دارد ۲۶ متر بالاتر از سطح دریا واقع شده‌است.